# Santo António de Monforte
Santo António de Monforte, denominada oficialmente hasta los años sesenta Curral de Vacas, es una freguesia portuguesa del concelho de Chaves, en el distrito de Vila Real, con 10,88 km² de superficie y 454 habitantes (2011), distribuidos en dos núcleos de población: Curral de Vacas (sede de la freguesia) y Nogueirinhas. Su densidad de población es de 41,7 hab/km².
Situada en la zona nororiental del concelho, a 12 km de su capital, Santo António se asienta en la falda de la sierra de Cota, dominando la vega de Chaves, sobre la que ofrece magníficas vistas. Freguesia eminentemente rural, su principal actividad económica es la agropecuaria (centeno, patata y producción lechera), a la que se une la explotación de pequeñas canteras de granito.
La freguesia perteneció al antiguo concelho de Monforte de Río Livre hasta su extinción en 1853, pasando entonces, con su nombre original, al de Chaves. Era tradición en ella la representación popular en Semana Santa de un Auto de la Pasión, de la que se hace eco Miguel Torga en varios pasajes de sus Diarios (volúmenes XI, XII y XVI). En su patrimonio histórico-artístico destaca el crucero y la iglesia parroquial, con espadaña de doble seno, de estilo galaico-transmontano.

## Galería

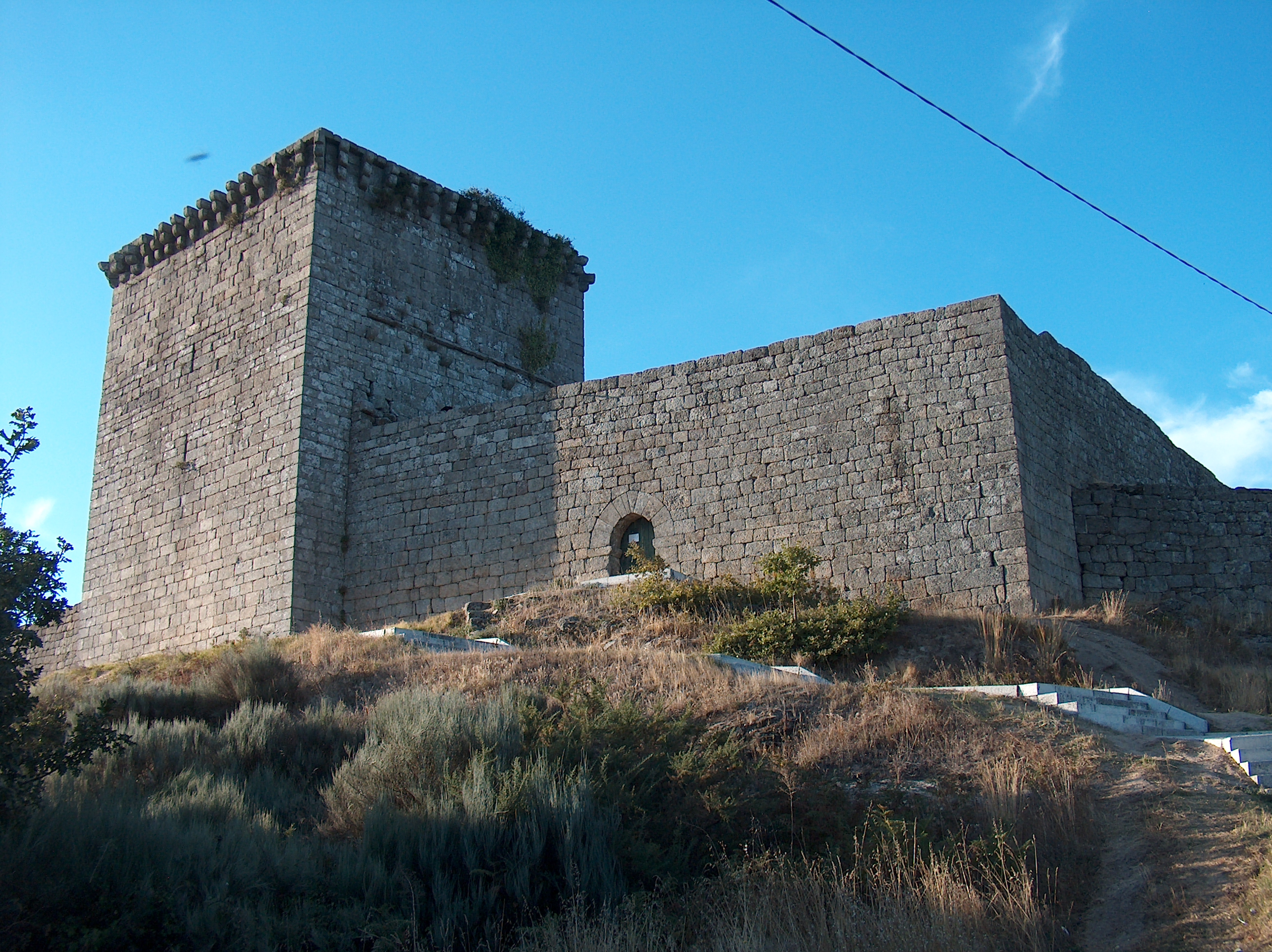
El nombre de Monforte, del latin Mons Fortis, suele estar asociado a fortalezas, como este Castillo de Monforte.